# При исполнении служебных обязанностей
«При исполнении служебных обязанностей» — советский художественный фильм снятый в 1963 году по одноимённой повести Юлиана Семёнова.

## Сюжет
Павел, сын репрессированного в 1930-е годы лётчика Дёмина, носит другую фамилию. Он уважает своего командира Струмилина, но считает его причастным к гибели отца, родство с которым был вынужден скрывать. А любовь к дочери Струмилина, Жене, ещё больше запутывает клубок этих противоречий…

## В главных ролях
| Актёр            | Роль                            |
| ---------------- | ------------------------------- |
| Сергей Плотников | Струмилин Павел Иванович лётчик |
| Лев Круглый      | Богачёв Павел (Дёмин) лётчик    |
| Марина Хатунцева | Женя Струмилина                 |
| Юрий Саранцев    | Пьянков Володя член экипажа     |

## В ролях
| Актёр              | Роль                         |
| ------------------ | ---------------------------- |
| Артём Карапетян    | Аветисян Геворк член экипажа |
| Алексей Эйбоженко  | Брок Нёма                    |
| Павел Махотин      | Холодов                      |
| Георгий Шевцов     | Козлов                       |
| Алексей Зайцев     | «Морячок»                    |
| Николай Новлянский | дядя Федя                    |
| Иван Кузнецов      | каюр Ефим                    |

## В эпизодах
| Актёр                                   | Роль                          |
| --------------------------------------- | ----------------------------- |
| Алексей Бахарь                          | лётчик-пилот                  |
| Валентина Беляева                       | врач                          |
| Игорь Безяев                            | второй пилот                  |
| Н. Грунин                               |                               |
| Вячеслав Гуренков                       | шахтёр                        |
| Александр Дегтярь (в титрах А. Дехтярь) | Сергей командир лётной службы |
| Николай Довженко                        | полярник                      |
| Вадим Захарченко                        | Сироткин радист               |
| Любовь Калюжная                         | вахтёрша                      |
| Тамара Кокова                           | кассирша                      |
| Бруно Ляуш                              | полярник                      |
| Александр Лебедев                       | радист                        |
| Владимир Маренков                       | сапожник                      |
| Маргарита Мерино                        |                               |
| Даниил Нетребин                         | второй пилот                  |
| Артур Нищёнкин                          | повар                         |
| Парфёнов Николай                        | Иван Иванович командир Ил-18  |
| Татьяна Приемская                       |                               |
| Филимон Сергеев                         | полярник                      |
| Владимир Смирнов                        | лётчик-радист                 |
| Г. Смолин                               |                               |
| Николай Федорцов (в титрах Н. Федорцев) | Кротенко                      |
| Василий Цыганков                        | пилот                         |
| А. Шаповалов                            |                               |
| Ян Янакиев                              | штурман                       |
| Александр Январёв                       | полярник с рыбой              |

### Нет в титрах
- Олег Видов — полярник
- Иван Бычков — полярник
- Пётр Кононыхин — полярник
- Иван Бондарь — полярник
- Дмитрий Орловский — официант
- Ангелина Вовк — эпизод

## Съёмочная группа
- Автор сценария: Юлиан Семёнов
- Режиссёр-постановщик: Илья Гурин
- Операторы: Инна Зарафьян, Борис Монастырский
- Художник: Ирина Захарова
- Композитор: Марк Фрадкин
- Звукооператор: Юрий Закржевский
- Режиссёр: П. Познанская
- Ассистенты режиссёра: В. Пономарева, А. Кузьмин
- Ассистенты оператора: Э. Скорецкий, В. Окунев
- Операторы комбинированных съёмок: В. Лозовский, А. Петухов
- Художник комбинированных съёмок: В. Васильев
- Оператор воздушных съёмок: И. Галин
- Командиры кораблей воздушных съёмок: Н. Березин, В. Масленников, С. Петров
- Художник-костюмер: Н. Панова
- Художник-декоратор: А. Иващенко
- Художник-гримёр: В. Гражданкин
- Монтажёр: Л. Жучкова
- Главный консультант: И. Мазурук
- Консультанты: А. Поляков, М. Филипенин, И. Даксергоф
- Авторы текстов песен: Р. Рождественский, Л. Ошанин
- Дирижёр: Э. Хачатурян
- Редактор: С. Клебанов
- Директор картины: Г. Балтин

## Критика
Журналист Л. Иванова в большой разгромной рецензии на страницах газеты «Известия» прямо назвала «При исполнении служебных обязанностей» плохой, малохудожественной картиной. По мнению Ивановой, фильм сконструирован таким образом, что сложные жизненные положения в нём превратились в джентльменский набор современного фильму кино. В медленном действии отсутствуют внутренняя движущая сила и идейный стержень, герои не вызывают ни волнения, ни сочувствия, последнее, по утверждению Ивановой, вызывают актёры. Сценарист Семёнов и режиссёр Гурин, взявшиеся рассказать о связанных с «культом личности» трагических событиях, взяли единственный сюжетный камень, но не смогли, как считает Иванова, высечь с его помощью ни одной мысли. Как сочла Иванова, даже та слабая мысль, которая имелась в более удачной одноимённой повести Семёнова, по которой он написал сценарий, и та затерялась среди нагромождённых в фильме декораций. Иванова увидела в этой ленте фильме вред для зрителей, заключающийся в том, что лента подменяет думы и мысли о серьёзной теме «культа личности» поверхностным воспроизведением факта, трафаретной формулировкой, вызывающими невосприимчивость к теме как к чему-то привычному.